# Fotballklubben Haugesund 1998
Questa voce raccoglie le informazioni riguardanti il Fotballklubben Haugesund nelle competizioni ufficiali della stagione 1998.

## Rosa
| N. |                     | Ruolo | Calciatore                |
| -- | ------------------- | ----- | ------------------------- |
| 1  | Norvegia (bandiera) | P     | Per Andreas Haftorsen     |
| 2  | Norvegia (bandiera) | D     | Jostein Grindhaug         |
| 3  | Norvegia (bandiera) | D     | Jørgen Hammersland        |
| 4  | Norvegia (bandiera) | D     | Tor Åge Larsen            |
| 6  | Norvegia (bandiera) | C     | Trygve Nygaard            |
| 7  | Norvegia (bandiera) | C     | Rune Lothe                |
| 8  | Norvegia (bandiera) | C     | Tarje Nordstrand Jacobsen |
| 9  | Norvegia (bandiera) | C     | Asbjørn Helgeland         |
| 10 | Norvegia (bandiera) | A     | Kjell Sture Jensen        |
| 11 | Norvegia (bandiera) | A     | Jarle Wee                 |
| 13 | Norvegia (bandiera) | D     | Stig Kallestad            |
| 14 | Svezia (bandiera)   | C     | Magnus Johansson          |

| N. |                     | Ruolo | Calciatore           |
| -- | ------------------- | ----- | -------------------- |
| 16 | Nigeria (bandiera)  | A     | Bala Garba           |
| 17 | Norvegia (bandiera) | A     | Vegard Berg Johansen |
| 18 | Norvegia (bandiera) | C     | Sjur-Jarle Hauge     |
| 20 | Norvegia (bandiera) | D     | Øyvind Mellemstrand  |
| 22 | Norvegia (bandiera) | A     | Morten Berre         |
| 23 | Norvegia (bandiera) | D     | Trond Bjørndal       |
| 24 | Norvegia (bandiera) | P     | Kenneth Høie         |
| 25 | Norvegia (bandiera) | C     | Eirik Skjælaaen      |
| 26 | Norvegia (bandiera) | D     | Håvard Steinar Lunde |
| 26 | Norvegia (bandiera) | A     | Geir Tharaldsen      |
| 29 | Norvegia (bandiera) | D     | Stian Thomassen      |
| 30 | Norvegia (bandiera) | D     | Thormod Edward Ness  |

## Risultati

### Eliteserien

#### Girone di andata
| Haugesund 13 aprile 1998, ore 18:00 1ª giornata | Haugesund | 2 – 3 referto | Molde | Haugesund Stadion |

| Oslo 19 aprile 1998, ore 18:00 2ª giornata | Vålerenga | 3 – 2 referto | Haugesund | Bislett Stadion |

| Haugesund 26 aprile 1998, ore 18:00 3ª giornata | Haugesund | 0 – 3 referto | Rosenborg | Haugesund Stadion |

| Tromsø 30 aprile 1998, ore 18:00 4ª giornata | Tromsø | 2 – 1 referto | Haugesund | Alfheim Stadion |

| Haugesund 3 maggio 1998, ore 18:00 5ª giornata | Haugesund | 1 – 1 referto | Strømsgodset | Haugesund Stadion |

| Stavanger 7 maggio 1998, ore 19:00 6ª giornata | Viking | 3 – 1 referto | Haugesund | Stavanger Stadion |

| Brattvåg 10 maggio 1998, ore 18:00 7ª giornata | Sogndal | 0 – 4 referto | Haugesund | Brattvåg Grus |

| Haugesund 16 maggio 1998, ore 18:00 8ª giornata | Haugesund | 0 – 2 referto | Lillestrøm | Haugesund Stadion |

| Bergen 7 giugno 1998, ore 18:00 9ª giornata | Brann | 2 – 2 referto | Haugesund | Brann Stadion |

| Haugesund 1º luglio 1998, ore 19:00 10ª giornata | Haugesund | 0 – 1 referto | Stabæk | Haugesund Stadion |

| Bodø 5 luglio 1998, ore 18:00 11ª giornata | Bodø/Glimt | 3 – 2 referto | Haugesund | Aspmyra Stadion |

| Haugesund 9 luglio 1998, ore 19:00 12ª giornata | Haugesund | 5 – 1 referto | Moss | Haugesund Stadion |

| Kongsvinger 12 luglio 1998, ore 18:00 13ª giornata | Kongsvinger | 0 – 1 referto | Haugesund | Gjemselund Stadion |

#### Girone di ritorno
| Molde 19 luglio 1998, ore 18:00 14ª giornata | Molde | 4 – 1 referto | Haugesund | Molde Stadion |

| Haugesund 26 luglio 1998, ore 18:00 15ª giornata | Haugesund | 3 – 1 referto | Vålerenga | Haugesund Stadion |

| Trondheim 2 agosto 1998, ore 18:00 16ª giornata | Rosenborg | 1 – 0 referto | Haugesund | Lerkendal Stadion |

| Haugesund 9 agosto 1998, ore 18:00 17ª giornata | Haugesund | 1 – 1 referto | Tromsø | Haugesund Stadion |

| Kristiansand 16 agosto 1998, ore 18:00 18ª giornata | Strømsgodset | 4 – 1 referto | Haugesund | Kristiansand Stadion |

| Haugesund 22 agosto 1998, ore 16:00 19ª giornata | Haugesund | 1 – 4 referto | Viking | Haugesund Stadion |

| Bryne 30 agosto 1998, ore 18:00 20ª giornata | Haugesund | 4 – 0 referto | Sogndal | Bryne Stadion |

| Lillestrøm 13 settembre 1998, ore 15:00 21ª giornata | Lillestrøm | 5 – 0 referto | Haugesund | Åråsen Stadion |

| Haugesund 20 settembre 1998, ore 15:00 22ª giornata | Haugesund | 2 – 3 referto | Brann | Haugesund Stadion |

| Stabekk 27 settembre 1998, ore 15:00 23ª giornata | Stabæk | 1 – 1 referto | Haugesund | Nadderud Stadion |

| Haugesund 4 ottobre 1998, ore 13:00 24ª giornata | Haugesund | 5 – 4 referto | Bodø/Glimt | Haugesund Stadion |

| Moss 18 ottobre 1998, ore 13:00 25ª giornata | Moss | 2 – 0 referto | Haugesund | Melløs Stadion |

| Haugesund 25 ottobre 1998, ore 13:00 26ª giornata | Haugesund | 1 – 1 referto | Kongsvinger | Haugesund Stadion |

### Norgesmesterskapet
| 4 giugno 1998 Terzo turno | Kjelsås | 0 – 2 referto | Haugesund |  |

| 15 luglio 1998 Quarto turno | Skeid | 4 – 1 (d.t.s.) referto | Haugesund |  |